# Bailieborough
Bailieborough (irl. Coill an Chollaigh) – miasto w hrabstwie Cavan w Irlandii. Liczba ludności w 2016 roku wynosiła 2 683 mieszkańców.
W miejscowości urodził się piłkarz Cillian Sheridan.